# You're Gonna Get It!
You're Gonna Get It! es el segundo álbum de estudio del grupo estadounidense Tom Petty and the Heartbreakers, publicado por la compañía discográfica Shelter Records en mayo de 1978. El álbum, cuyo tíyulo original iba a ser Terminal Romance, incluyó canciones melódicas con dominancia de guitarra y órgano. Alcanzó el puesto veintitrés en la lista estadounidense Billboard 200 en 1978 y fue certificado como disco de oro por la RIAA.

## Lista de canciones
Todas las canciones escritas y compuestas por Tom Petty excepto donde se anota. 
| N.º | Título                     | Escritor(es)             | Duración |  |
| 1.  | «When The Time Comes»      |                          | 2:47     |  |
| 2.  | «You're Gonna Get It»      |                          | 3:01     |  |
| 3.  | «Hurt»                     | Tom Petty, Mike Campbell | 3:16     |  |
| 4.  | «Magnolia»                 |                          | 3:03     |  |
| 5.  | «Too Much Ain't Enough»    |                          | 2:56     |  |
| 6.  | «I Need to Know»           |                          | 2:24     |  |
| 7.  | «Listen to Her Heart»      |                          | 3:04     |  |
| 8.  | «No Second Thoughts»       |                          | 2:41     |  |
| 9.  | «Restless»                 |                          | 3:24     |  |
| 10. | «Baby's a Rock 'n' Roller» | Tom Petty, Mike Campbell | 2:53     |  |

## Personal
- Tom Petty: voz, guitarra acústica, guitarra rítmica, guitarra de doce cuerdas, piano
- Mike Campbell: guitarra eléctrica, acústica, de doce cuerdas y acordeón
- Benmont Tench: piano, órgano Hammond, órgano y coros
- Ron Blair: bajo, guitarra acústica, efectos de sonido y coros
- Stan Lynch: batería
- Noah Shark: percusión
- Phil Seymour: coros (en "Magnolia")